# Budivoi
Budivoi, Budivoj, Buthue, o Butue (polaco Budziwoj) (m. 1075) fue el hijo mayor de Godescalco, un príncipe abodrita, que lo tuvo de una amante. Se alió con los duques de Sajonia para recuperar el poder y la posición de su padre, perdida desde la muerte de Godescalco (1066) en favor del pagano Kruto.

## Significado del nombre
Budivoi, Budivoj o Budziwoj es un viejo nombre eslavo popular entre los eslavos occidentales relacionado con la palabra eslava para budi (polaco budzić, checo budit) que significa "despierto" y "woj" o "wój" que significa "guerrero". Así el nombre significaría "El que despierta a los guerreros".

## Biografía
En 1075, Budivoi fue llevado a una trampa en Plune por Kruto y asesinado. Según Helmoldo de Bosau, Pribislao fue posiblemente hijo suyo. Budivoi fue alabado por los contemporáneos y más tarde por los escritores por su hospitalidad y cristianismo. El hermano menor de Budivoi, Enrique con el tiempo vengó la muerte de Godescalco y asumió el poder sobre las tierras abodritas.